# Титова, Вера Алексеевна
Ве́ра Алексе́евна Тито́ва (28 сентября 1928, Сабакайка, Алексеевский район, Татарская Автономная ССР, СССР — 24 марта 2006, Санкт-Петербург, Россия) — советская и российская актриса театра и кино, общественный деятель, депутат; заслуженная артистка Татарской АССР (1957), заслуженная артистка Российской Федерации (1994).

## Биография
Родилась 28 сентября 1928 года в селе Сабакеевка Алексеевского района Татарской Автономной ССР (ныне это деревня Сабакайка, которая входит в Алексеевское городское поселение Алексеевского муниципального района Республики Татарстан). В 1947 году окончила драматическую студию при Казанском драматическом театре имени В. Качалова и стала актрисой этого театра.
В 1958—1959 — актриса Ленинградского театра имени Ленинского комсомола. В 1959—1961 — актриса Ленинградского театра драмы и комедии. В 1961—2006 — актриса киностудии «Ленфильм».
В 1969—1980 годах — депутат Петроградского районного Совета народных депутатов Ленинграда.
Ушла из жизни 24 марта 2006 года на 78-м году жизни в Санкт-Петербурге. Похоронена на Самосыровском кладбище (Казань).
Сын — Сысоев Владислав Александрович (род. 1954) — доктор технических наук (по специальностям «Материаловедение производств текстильной и легкой промышленности» и «Технология кожи и меха»).

## Признание и награды
- Заслуженная артистка Татарской АССР (1957)
- Заслуженная артистка России (1994)[2].

## Творчество

### Роли в кино
1. 1959 — Ссора в Лукашах — Антонина, доярка
2. 1960 — Домой — Густя
3. 1960 — Осторожно, бабушка! — курьер
4. 1961 — Братья Комаровы — Нина Павловна, воспитательница
5. 1961 — Горизонт — официантка (нет в титрах)
6. 1961 — Водяной (к/м) — доярка
7. 1962 — Завтрашние заботы
8. 1962 — После свадьбы
9. 1962 — Черёмушки — соседка с младенцем
10. 1964 — Зайчик — пациентка в очереди
11. 1964 — Когда песня не кончается
12. 1964 — Наш честный хлеб
13. 1964 — Армия «Трясогузки»
14. 1965 — Авария — эпизод
15. 1966 — Катерина Измайлова — Аксинья, кухарка
16. 1966 — Республика ШКИД — Марта
17. 1966 — Снежная королева — чернильница
18. 1967 — Два билета на дневной сеанс
19. 1967 — Дом и хозяин — Маша, жена моряка
20. 1967 — Происшествие, которого никто не заметил — мама Насти
21. 1968 — Армия «Трясогузки» снова в бою — трактирщица
22. 1968 — Снегурочка — мать Заряны
23. 1968 — Старая, старая сказка — ведьма
24. 1970 — Меж высоких хлебов — Настя, повариха, участница собрания
25. 1970 — Салют, Мария! — продавщица пирожков
26. 1971 — Тень
27. 1972 — Боба и слон — пассажирка автобуса (нет в титрах)
28. 1972 — Круг
29. 1972 — Учитель пения — дама в парикмахерской
30. 1973 — Дверь без замка — доярка
31. 1973 — Открытая книга — Агаша
32. 1973 — Сойти на берег
33. 1974 — Врача вызывали? — больная-симулянтка
34. 1974 — Незнакомый наследник — комендант общежития
35. 1974 — Три дня в Москве — соседка Руденко В. П. по лестничной площадке (нет в титрах)
36. 1974 — Помни имя своё — сослуживица Зинаиды
37. 1974 — Пятёрка за лето — нянечка
38. 1974 — Царевич Проша — базарная торговка
39. 1975 — Единственная — Ира, работница ресторана
40. 1975 — Новогодние приключения Маши и Вити — Печка
41. 1975 — Одиннадцать надежд — проводница
42. 1975 — Шаг навстречу (несколько историй весёлых и грустных), новелла «Дочь капитана» — буфетчица
43. 1976 — Сладкая женщина — эпизод
44. 1977 — Воскресная ночь — Глаша, продавщица
45. 1977 — Дикий Гаврила
46. 1978 — Обочина — жена Григория Семёновича
47. 1979 — Впервые замужем — адресат
48. 1979 — Задача с тремя неизвестными — кассирша
49. 1979 — Таёжная повесть — медсестра
50. 1980 — Свет в окне
51. 1980 — Тайное голосование — Семёнова
52. 1981 — Вот такая музыка — тётя Нюра
53. 1983 — Демидовы — жена Никиты Демидова
54. 1983 — Магия чёрная и белая — бабушка Севы
55. 1984 — Восемь дней надежды — Тамара Васильевна, директор столовой
56. 1984 — И вот пришёл Бумбо… — служанка
57. 1984 — Ребячий патруль — режиссёр в сельском клубе
58. 1984 — Рыжий, честный, влюблённый — мама-Курица
59. 1985 — Гум-гам — бабушка Пети Зайчикова
60. 1985 — Снегурочку вызывали? — бабушка Пети, тёща Серёгина (нет в титрах)
61. 1986 — Прости — Нина Васильевна
62. 1987 — Ищу друга жизни — Ольга, жена Кузьмича
63. 1987 — Серебряные струны — немка-гувернантка
64. 1988 — Утреннее шоссе — Макеиха
65. 1990 — Собачий пир — Галина Фёдоровна